# Cordillera Catedral
La Cordillera Catedral es una cadena montañosa que está inmediatamente al sur de Tuolumne Meadows en el parque nacional Yosemite. La cordillera es una ramificación de la Sierra Nevada. Está en el condado de Tuolumne y se llama así desde el 1 de enero de 1932.
La cordillera fue nombrada en honor al Cathedral Peak, que se asemeja a la aguja de una catedral.

## Geografía
La cordillera incluye Cathedral Peak, Unicorn Peak, Eichorn Pinnacle, Echo Peaks, Echo Ridge, Matthes Crest, Rafferty Peak, Vogelsang Peak, Fletcher Peak y Cockscomb. El punto más alto de la cordillera es el monte Florence, uno de los picos más destacados de las tierras altas de Yosemite. El pico más alto en Tuolumne Meadows es Johnson Peak.
La cordillera se extiende junto a los dos lagos Cathedral, que están solo a una milla al suroeste del Cathedral Peak. Los excursionistas pueden acceder a los lagos y a la Cordillera de la Catedral por el sendero John Muir desde el comienzo del sendero en Tuolumne Meadows .

## Geología
Las montañas fueron formadas por glaciares, que tallaron el material de granito (véase también Granodiorita del pico de la catedral). Las cimas de los picos de la cordillera estaban por encima del nivel de la glaciación más alta y por lo tanto no están erosionadas y tienen también una clara forma de aguja (véase nunatak).